# Wichs

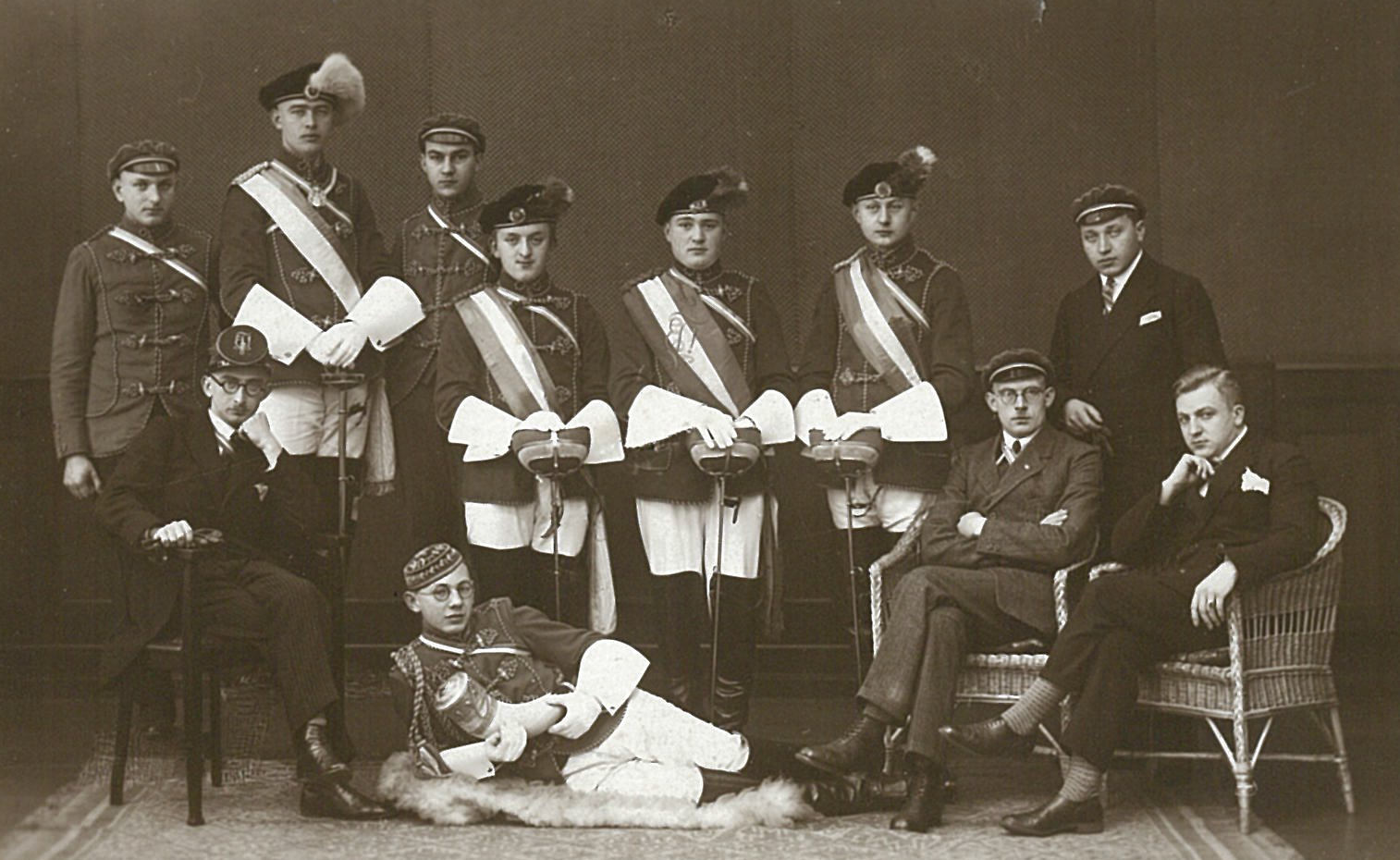
Aufgewichste Aktive im Mittweidaer Senioren-Cartell

Wichs ist die offizielle Bezeichnung für die traditionelle festliche Bekleidung, welche von den Chargierten oder gegebenenfalls auch anderen Mitgliedern studentischer Korporationen getragen wird. Dabei wird auch der Begriff Uniform benutzt, wobei dies keinen militärischen Bezug hat. Sie ist keine einheitliche Bekleidung der jeweiligen Korporation, sondern kennzeichnet nur die Chargierten.
Das Wort „Wichs“ entstand im 18. Jahrhundert als Rückbildung aus wichsen (polieren, blank putzen) mit der allgemeinen Bedeutung „Festbekleidung“.

## Unterschiedliche Arten
Es wird zwischen Vollwichs, Halbwichs und Festwichs unterschieden:
- Der Vollwichs wird zu größeren Veranstaltungen in der Öffentlichkeit (Hochschulfeiern, Verbandsfeiern, Stiftungsfesten, Hochzeiten und Beisetzungen) getragen.
- Der Halbwichs ersetzt den Vollwichs bei kleineren Veranstaltungen, ist aber keine legere Form des Vollwichses.
- Der Festwichs wird zum Chargieren auf Bällen getragen.

### Vollwichs
Der Vollwichs besteht aus einem Cerevis oder einem Barett mit langer Feder als Kopfbedeckung, der Pekesche, auch Flaus genannt, als Jacke, weißen Handschuhen, weißen, eng anliegenden Hosen (Buxen), Reitstiefeln mit oder ohne Sporen (auch Kanonen genannt) und einem Paradeschläger. Über der Brust wird eine breite Schärpe in den Verbindungsfarben getragen. Außerdem gehört bei einigen Korporationen die Fangschnur zum Chargenwichs.
An manchen Universitätsstandorten sind auch andere Kleidungsstücke üblich, beispielsweise wird bei den Leobener Verbindung der Biberstollen anstatt der Pekesche getragen.

### Halbwichs
Der Halbwichs (auch Räuberwichs) besteht aus einer schwarzen Hose und schwarzen Schuhen, Pekesche, Cerevis und weißen Handschuhen. Im Halbwichs darf nicht umhergelaufen werden.

### Salonwichs
Der Salonwichs besteht aus schwarzem Anzug, Cerevis, weißen Handschuhen und Schärpe.

### Festwichs

Chargierte des Corps Lusatia Leipzig (WS 1904/05)

Der Festwichs besteht aus Frack, weißen Handschuhen und Cerevis. Eine dünnere Version des Bands (das so genannte Sektband) wird dazu quer getragen.